# Tleson

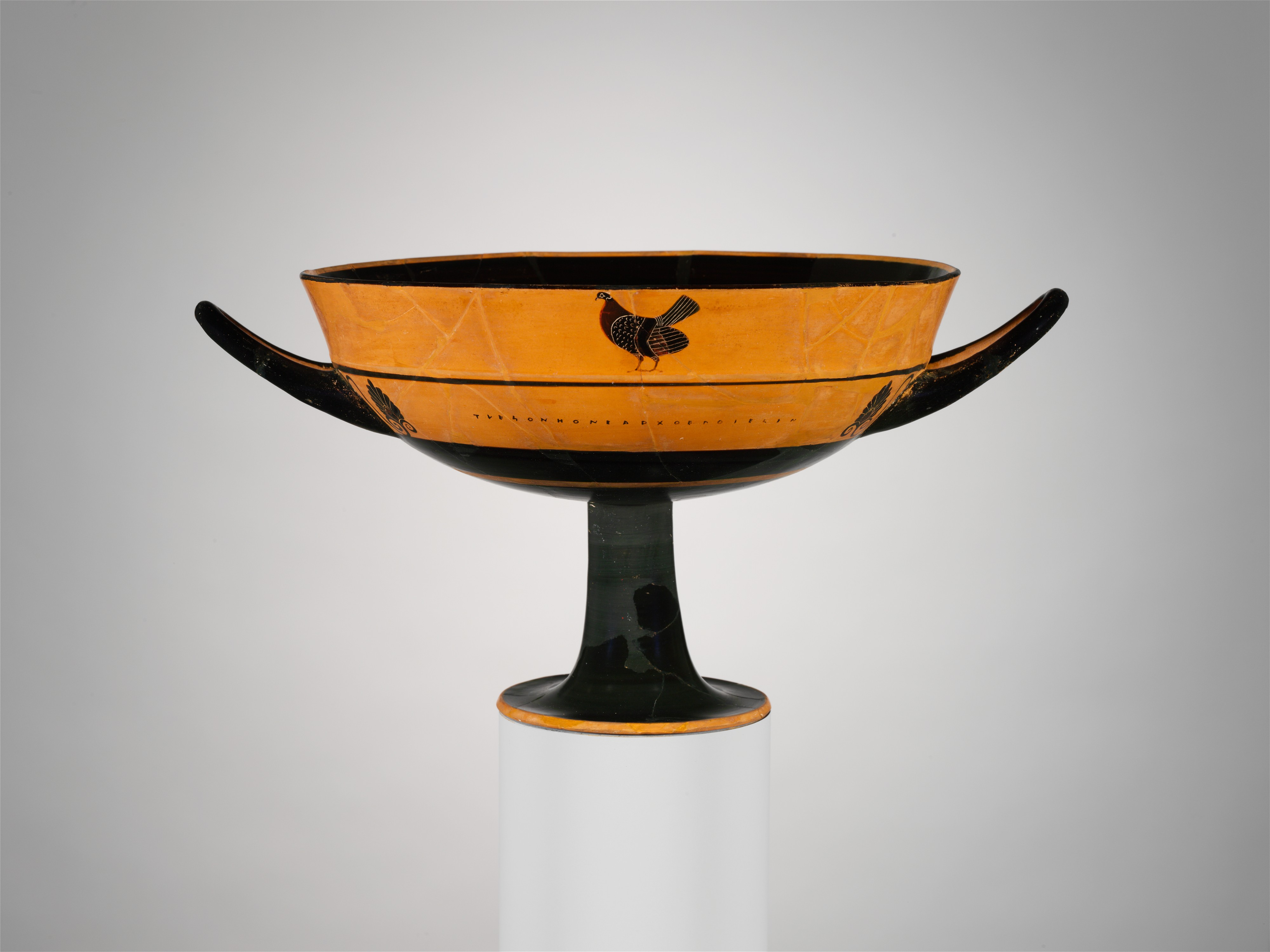
Randschale des Tleson aus dem Metropolitan Museum of Art (56.171.34); vom Tleson-Maler mit einem einzelnen Hahn auf der Lippe sowie darunter Signatur Tleson, der Sohn von Nearchos, hat mich gemacht

Tleson (tätig um 555 bis 535 v. Chr.) war ein attischer Töpfer und vielleicht auch Vasenmaler des attisch-schwarzfigurigen Stils.
Er war der Sohn des berühmten Töpfers Nearchos und Bruder des Ergoteles.
Tleson gilt als „klassischer“ Kleinmeister. In seiner Werkstatt wurden überwiegend Kleinmeister-Schalen hergestellt. Die meisten seiner Arbeiten ließ er von dem nicht namentlich bekannten, heute nach ihm benannten Tleson-Maler bemalen. Weil alle von diesem Künstler bemalten Gefäße bisher nur die Signatur von Tleson selbst tragen, stellte John D. Beazley die These auf, dass Tleson und der Tleson-Maler identisch sind. Einen Beweis dafür gibt es nicht. Einige wenige Arbeiten ließ er auch von anderen Künstlern, beispielsweise Oltos und dem Kentauren-Maler, verzieren. In seiner Signatur nennt er immer seinen Vater: Tleson ho Nearcho epoiesen.

## Ausgewählte Werke
Nicht mit einem Malernamen versehene Arbeiten wurden vom Tleson-Maler bemalt
- Athen, Agoramuseum

Fragment einer Kleinmeisterschale P 13349
- Athen, Nationalmuseum

Pyxis 502 • Fragment einer Kleinmeisterschale Akr. 613 • Fragment einer Kleinmeisterschale Akr. 1567 • Fragment einer Kleinmeisterschale Akr. 1570 • Fragment einer Bandschale AP 501
- Basel, Antikenmuseum und Sammlung Ludwig

Schale BS 405
- Berlin, Antikensammlung

Kleinmeisterschale F 1760
- Bonn, Akademisches Kunstmuseum

Kleinmeisterschale 53
- Boston, Museum of Fine Arts

Fragment einer Kleinmeisterschale 03.851 • Kleinmeisterschale 92.2655 • Schale 98.920 • Fragment einer Kleinmeisterschale F 357.2
- Braunschweig, Herzog Anton Ulrich-Museum

Fragment einer Kleinmeisterschale 495
- Brüssel, Musées royaux d’Art et d’Histoire

Kleinmeisterschale R 385 B • Kleinmeisterschale R 385 C
- Bryn Mawr, Bryn Mawr College

Fragment einer Kleinmeisterschale P 175
- Compiègne, Musée Antoine Vivenel

Kleinmeisterschale 1091
- Dresden, Skulpturensammlung

Kleinmeisterschale ZV 2714
- Erlangen, Friedrich-Alexander-Universität

Fragment einer Kleinmeisterschale I 837
- Göttingen, Georg-August-Universität

Fragment einer Kleinmeisterschale 66
- Heidelberg, Archäologische Sammlung der Ruprecht-Karls-Universität

Fragment einer Kleinmeisterschale S 28 • Fragment einer Kleinmeisterschale S 29 • Fragment einer Kleinmeisterschale S 30 • Fragment einer Kleinmeisterschale S 31
- Izmir, Archäologisches Museum

Fragment einer Kleinmeisterschale 49 A
- Karlsruhe, Badisches Landesmuseum

Kleinmeisterschale HC 1419 (Kentauren-Maler)
- Leipzig, Antikenmuseum der Universität Leipzig

Kleinmeisterschale T 52 • Fragment einer Schale T 433
- London, British Museum

Kleinmeisterschale 1867.5-8.946 • Kleinmeisterschale B 410 • Kleinmeisterschale B 411 • Schale B 420 • Schale B 421
- Malibu, J. Paul Getty Museum

Kleinmeisterschale 76.AE.90 • Kleinmeisterschale 80.AE.99.3
- Manchester, Manchester Art Gallery

Bandschale 111H51
- Moskau, Staatliches Historisches Museum

Kleinmeisterschale

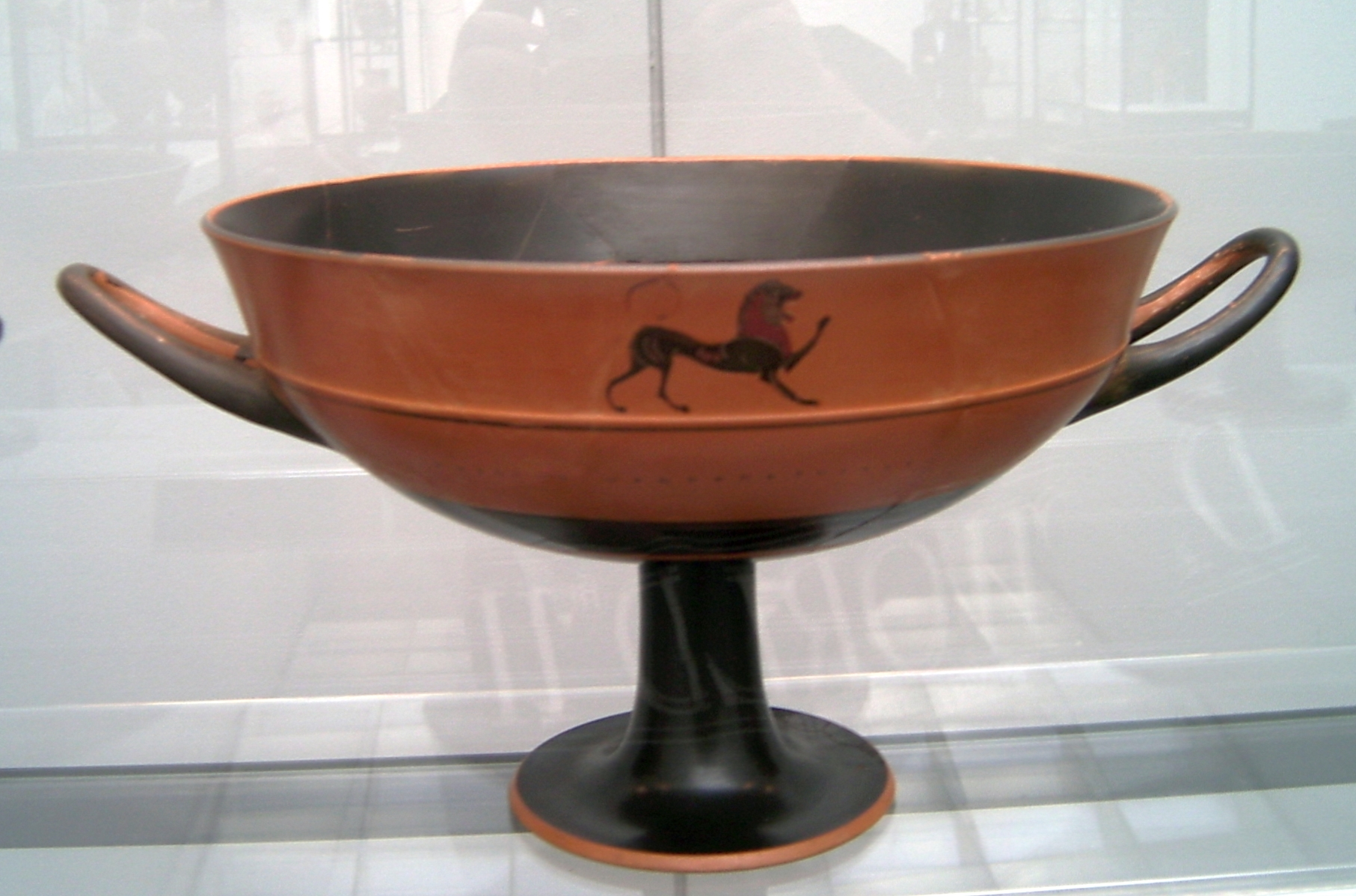
Münchener Randschale

- München, Staatliche Antikensammlungen

Kleinmeisterschale 2126 • Kleinmeisterschale 2127 • Kleinmeisterschale 2149 • Fragment einer Kleinmeisterschale 9413 (Maler unbekannt) • Fragment einer Kleinmeisterschale 9417 (Maler unbekannt) • Bandschale SL 462
- Neapel, Museo Archeologico Nazionale

Fragment einer Schale 81338 (Oltos) • Kleinmeisterschale H 2528 • Kleinmeisterschale Stg 271

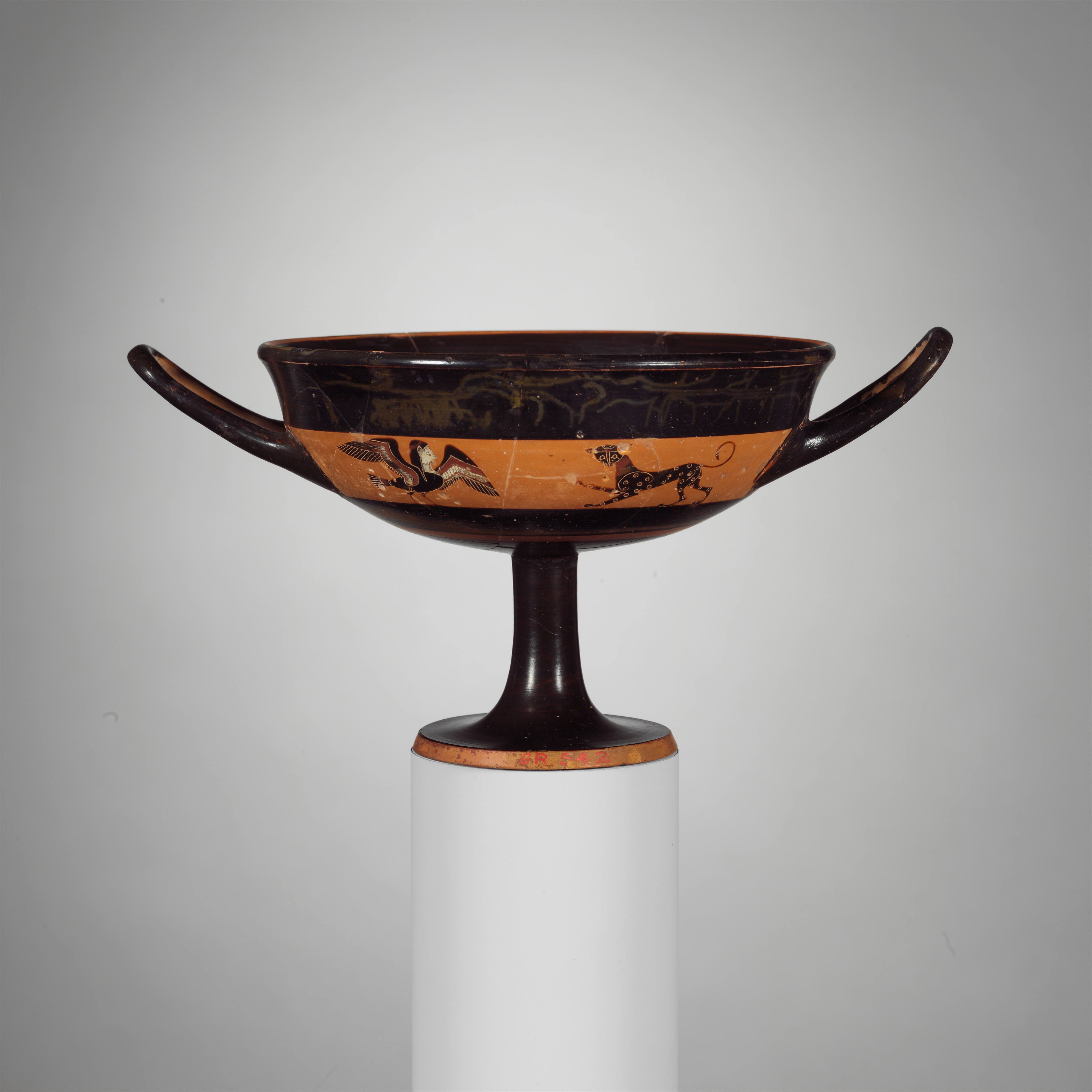
New-Yorker Bandschale

- New York, Metropolitan Museum of Art

Kleinmeisterschale 27.122.30 • Bandschale GR 542
- Nikosia, Cyprus Museum

Kleinmeisterschale C 438
- Oxford, Ashmolean Museum

Fragment einer Kleinmeisterschale 1953.11 • Fragment einer Kleinmeisterschale 1953.12 • Kleinmeisterschale G 137.35
- Paris, Cabinet des Médailles

Kleinmeisterschale 317
- Paris, Musée National du Louvre

Kleinmeisterschale F 86
- Rom, Museo Nazionale di Villa Giulia

Kleinmeisterschale M 608
- St. Petersburg, Eremitage

Kleinmeisterschale
- Syrakus, Museo Archeologico Regionale Paolo Orsi

Kleinmeisterschale 43985
- Tarent, Museo Archeologico Nazionale

Kleinmeisterschale 4440
- Toledo, Toledo Museum of Art

Schale 1958.70
- Vatikan, Museo Gregoriano Etrusco

Kleinmeisterschale 322 • Fragment einer Bandschale AST 345
- Warschau, Muzeum Narodowe

Bandschale 147262
- Washington, National Museum of Natural History

Kleinmeisterschale 42207 A (Maler unbekannt)
- Würzburg, Antikensammlung des Martin von Wagner Museums

Kleinmeisterschale L 409